# Rafael Saborido Carné
Rafael Saborido Carné (21 de mayo de 1927 - 4 de junio de 2008) fue un jugador de ajedrez español.

## Resultados destacados en competición
Fue cuatro veces subcampeón de España. En el año 1948 y 1960 por detrás del maestro internacional Francisco José Pérez Pérez, año 1963 por detrás del maestro internacional Antonio Medina García y en 1968 por detrás del maestro FIDE Fernando Visier. Fue dos veces Campeón de Cataluña de ajedrez, en los años 1965 y 1966, y resultó subcampeón en tres ocasiones, en los años 1950, 1963 y 1968.
Participö en el torneo internacional de Gijón de 1948, clasificándose en octava posición -El ganador fue Antonio Rico-
Participó representando a España en las Olimpíadas de ajedrez de 1964 en Tel Aviv y en el Campeonato de Europa de ajedrez por equipos de 1961 en Oberhausen.